# 乌斯特卡
乌斯特卡（波蘭語：Ustka）是波蘭波美拉尼亞省的一座城市。2004年人口16,308人，是波羅的海沿海的漁港和渡假勝地。原屬普魯士王國，1945年劃歸波蘭。